# Herb powiatu pułtuskiego
Herb powiatu pułtuskiego – jeden z symboli powiatu pułtuskiego, ustanowiony 27 lutego 2002.

## Wygląd i symbolika
Herb przedstawia na tarczy w polu czerwonym orła mazowieckiego srebrnego pod którym trzy kłosy złote między pastorałem srebrnym i takimż krzyżem w skos (nawiązanie do rolniczego charakteru powiatu oraz herbu Pułtuska).